# Dranske
Dranske est une commune sur l'île de Rügen, dans l'arrondissement de Poméranie-Occidentale-Rügen, Land de Mecklembourg-Poméranie-Occidentale.

## Géographie
Dranske se situe entre la Wieker Bodden et la mer Baltique, au sud-ouest de la péninsule de Wittow, comprenant la pointe de Bug.
La commune comprend les quartiers de Dranske, Banz, Bug, Dranske-Hof, Goos, Gramtitz, Kreptitz, Kuhle, Lancken, Nonnevitz et Starrvitz.
La partie sud de la pointe de Bug appartient au parc national du lagon de Poméranie occidentale. Un sentier va le long des falaises, de la pointe au cap Arkona.

## Histoire
Le nom du village semblerait d'origine slave, du mot "Dransky", qui signifie "bâton", ou du bas-sorabe "Doronecy" ou "Dornik", "Prunellier".
Dranske comme les autres villages (Goos, Lancken, Kreptitz, Starrvitz, Gramtitz, Banz, Nonnevitz) sont d'origine slave. Ils sont mentionnés en 1314. Nonnevitz est donné en 1193 par le prince Jaromar à l'abbaye de Bergen auf Rügen (de). Les habitants vivent de l'agriculture, de l'élevage, de la pêche et de la piraterie.
En 1683, une ligne de navigation s'ouvre entre Ystad, Bug et Stralsund, ce qui assure son développement de la Poméranie suédoise, ainsi qu'un relais de poste, permettant d'aller plus loin dans l'île de Rügen. Le plus célèbre de ses bateaux est le Hiorten (sv) qui assure la liaison entre 1692 et 1702. Les bateaux restent à voile jusqu'en 1862, malgré l'apparition de bateaux à vapeur en 1822. La liaison est exploitée jusqu'au 29 avril 1897. Par la suite, la liaison entre l'Allemagne et la Suède se fait entre Sassnitz et Malmö (Trelleborg en 1909).
Durant la Grande guerre du Nord, la bataille de Rügen en 1712 (de) a lieu au large de Dranske, la marine danoise bat la marine suédoise. De même, des combats ont lieu lors de la guerre franco-allemande de 1870.
Entre 1916 et 1991, la pointe de Bug est une zone militaire. Lors de la Première Guerre mondiale, elle consiste en une station de la Kaiserliche Marine. Après, dans le même temps, se développe le tourisme balnéaire. De 1930 à 1945, elle est une base aérienne de la Luftwaffe. Elle est une école pour les pilotes et les opérateurs radio des avions bombardier et de reconnaissance. Fin 1944, s'installe le Seenotgruppe 81 qui jouera un rôle important dans l'évacuation de la population allemande.
Après la fin de la guerre en 1945, elle revient très brièvement à un usage civil, camping ou pâturages. En 1960, la Volksmarine installe une patrouille de Schnellboots. On construit quinze bâtiments préfabriqués (1 000 appartements) et des équipements collectifs. Après le départ de l'armée en 1991, ils sont mis en vente en 1993. En 2001, ils sont tous détruits en vue d'un nouveau projet d'un nouveau port de plaisance pour 400 voiliers et 2 000 lits, sans qu'il y ait d'investisseurs jusqu'à ce jour.
Dranske connaît après la fermeture de la base navale une forte perte de population. En 1990, y vivaient 4 000 habitants. En 2007, l'école ferme.

## Personnalités liées à la ville
- Thomas Lück (1943-2019), chanteur né à Dranske.